# Dobrociechy
Dobrociechy [dɔbrɔˈt͡ɕexɨ] (German Dubbertech) là một ngôi làng thuộc khu hành chính của Gmina Bobolice, thuộc hạt Koszalin, West Pomeranian Voivodeship, ở phía tây bắc Ba Lan.
Trước năm 1945, khu vực này là một phần của Đức. Đối với lịch sử của khu vực, xem Lịch sử của Pomerania.
Ngôi làng có dân số 260 người.